# New Year’s Revolution (2007)
New Year’s Revolution (2007) — третье и последнее в истории шоу New Year’s Revolution, PPV-шоу производства американского рестлинг-промоушна World Wrestling Entertainment (WWE). Шоу прошло 7 января 2007 года в «Кемпер-арене» в городе Канзас-Сити (штат Миссури, США). В нём принимали участие рестлеры, представляющие бренд WWE Raw. Во время шоу прошло семь матчей, а также один предварительный поединок, состоявшийся до того, как мероприятие стали транслировать в прямом эфире.
Во время New Year’s Revolution были разыграны все четыре чемпионских титула, принадлежащих бренду Raw, однако ни один из титулов не поменял своего владельца. Главным событием шоу стал бой между Джоном Синой и Умагой за титул чемпиона WWE. В других матчах вечера командные чемпионы Rated-RKO (Эдж и Рэнди Ортон) провели бой против D-Generation X (Triple H и Шон Майклз), который окончился вничью, и титул остался у его владельцев. Интерконтинентальный чемпион WWE Джефф Харди успешно защитил свой титул против Джонни Найтро, а Микки Джеймс победила Викторию и сохранила титул чемпиона WWE среди женщин.
Через сервис pay-per-view показ шоу заказало около 220 000 человек, что на 74 000 меньше, чем мероприятие за год до этого. DVD New Year’s Revolution в первую неделю продаж занял одиннадцатое место в чарте Billboard в категории «Отдых и спорт» и продержался в рейтинге шесть недель.

## Предыстория

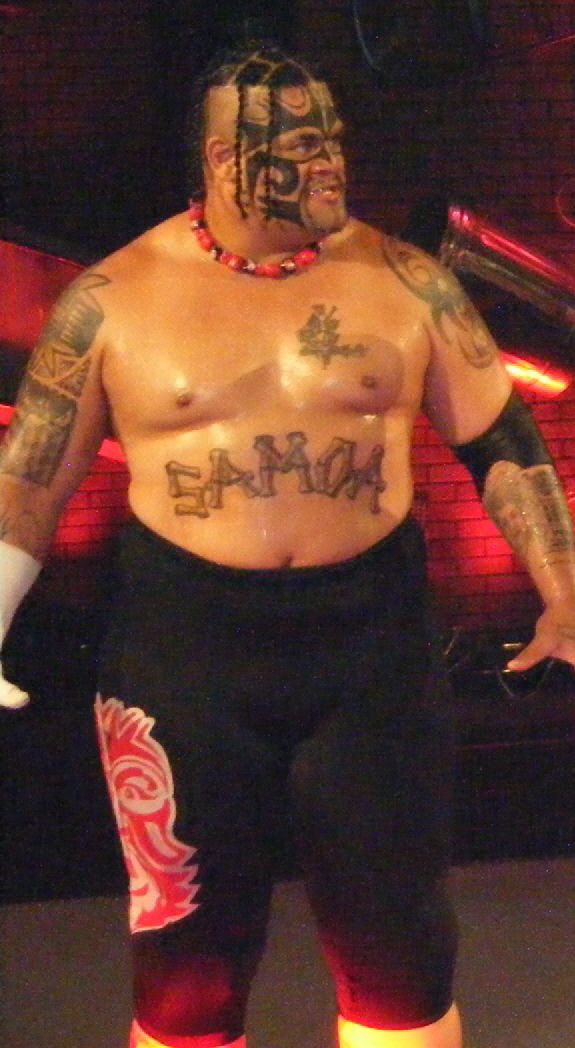
Умага стал одним из главных действующих лиц в WWE перед New Year’s Revolution

Во время New Year’s Revolution прошли восемь матчей, которые стали завершением или продолжением сюжетных линий и заранее подготовленных сценариев. До шоу был проведен ряд предварительных поединков для создания сюжетных линий, развязка или продолжение которых должны были состояться на New Year’s Revolution.
Главным событием New Year’s Revolution должен был стать поединок между Джоном Синой и Умагой за титул чемпиона WWE. Противостояние двух рестлеров началось ещё 6 ноября на шоу Raw, когда Сина вмешался в матч Умаги. 13 ноября был объявлен поединок между Синой и Умагой, который, однако, не выявил победителя из-за постороннего вмешательства. 27 ноября Умага бросил Сине вызов на бой за чемпионский пояс, который Джон принял. Последующие несколько недель рестлеры затевали друг с другом драки, а также участвовали в командных матчах в противоборствующих командах, а 1 января Умага вмешался в матч без дисквалификации Сины и Кевина Федерлайна, что привело к победе музыканта. Тем же вечером прошёл матч с форой четверо против одного — Джонни Найтро, Джонатан Коачмен, Умага и Армандо Эстрада против Сины. Во время матча Сина использовал стальной стул против Умаги и был дисквалифицирован.
Ещё одним противостоянием перед шоу стала борьба между Джонни Найтро и Джеффом Харди. В сентябре 2006 года Харди несколько раз пытался завоевать титул интерконтинентального чемпиона WWE, однако каждый раз в бой вмешивалась подруга Найтро Мелина и Джонни проигрывал по дисквалификации. Только 2 октября Джеффу удалось завоевать чемпионский титул. 6 ноября рестлеры вновь участвовали в поединке за чемпионское звание, который закончился дисквалификацией Найтро из-за вмешательства Мелины. Это привело к матчу без дисквалификации, который уже выиграл Найтро. Но уже на следующей неделе Харди выиграл матч с лестницами и вновь завоевал титул интерконтинентального чемпиона. На последующих шоу рестлеры противостояли друг другу как в одиночных, так и командных матчах, и в итоге было объявлено, что на New Year’s Revolution пройдёт титульный матч в стальной клетке.

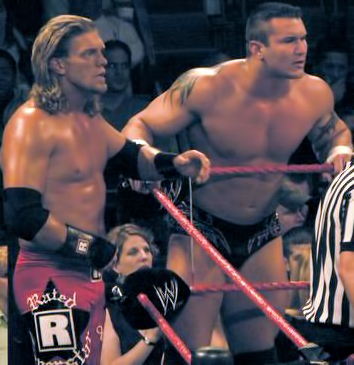
Командные чемпионы мира Rated-RKO

Противостояние между Rated-RKO (Эдж и Рэнди Ортон) и D-Generation X (DX; Triple H и Шон Майклз) началось 9 октября на шоу Raw. Оба участника Rated-RKO в прошлом имели проблемы с DX и сформировали альянс, чтобы противостоять группировке. Сформировав группу Rated-RKO, они победили своих соперников на pay-per-view шоу Cyber Sunday благодаря помощи рефери матча Эрика Бишоффа, позволившего Ортону использовать в матче стальной стул. В течение следующих нескольких недель Triple H и Ортон участвовали в одиночных поединках, а 11 декабря группировки участвовали в командном бое шести рестлеров, в котором также приняли участие Рик Флэр и Коачмен. Позже было объявлено, что на New Year’s Revolution пройдёт матч за титул командных чемпионов мира.
Соперничество между Риком Флэром и Кенни Дикстрой брала своё начало ещё с противостояния Флэра с командой Spirit Squad, в состав которой входил и Дикстра. 6 октября, после победы Spirit Squad над Риком с товарищами, Кенни дал обещание одержать победу над Флэром и в одиночном поединке. В ноябре Флэр с Родди Пайпером победили Spirit Squad и завоевали титул командных чемпионов мира, но уже через две недели проиграли титул Rated-RKO. Причиной этого проигрыша послужил обнаруженный у Пайпера рак, из-за чего рестлер был вынужден оставить выступления на ринге. Несмотря на это, Рик продолжил противоборство с Spirit Squad и проводил матчи с ними в составе разных команд. На шоу New Year’s Revolution был назначен одиночный поединок между Флэром и Дикстрой.

## Шоу
До начала трансляция шоу в прямом эфире Владимир Козлов победил Юджина в одиночном поединке, удержав соперника на лопатках в течение трёх отсчётов судьи.

### Предварительные матчи
| Роль:        | Имя:                        |
| ------------ | --------------------------- |
| Комментаторы | Джим Росс                   |
| Комментаторы | Джерри Лоулер               |
| Комментаторы | Карлос Кабрерра (испанский) |
| Комментаторы | Хьюго Савинович (испанский) |
| Интервьюер   | Тодд Гришам                 |
| Ринганнонсер | Лилиан Гарсия               |
| Рефери       | Майк Чиода                  |
| Рефери       | Джек Доан                   |
| Рефери       | Чад Паттон                  |
| Рефери       | Джон Коун                   |

Первым боем, показанным в прямом эфире, стал матч в стальной клетке за титул интерконтинентального чемпиона WWE. Бой проходил внутри металлической сетки, расположенной вокруг ринга. В поединке действующий чемпион Джефф Харди защищал титул против Джонни Найтро. Во время матча было совершенно множество прыжков с верхних канатов и powerbomb с верха клетки. Ближе к концу боя, Харди скинул Найтро с верха клетки и выполнил свой коронный приём Swanton Bomb, однако Джонни удалось выставить ногу под нижний канат и судья остановил отсчёт. После этого Найтро перелез через верх стального заграждения и попытался спрыгнуть на другую сторону, но Харди в этот момент ударил по двери, которая открылась и Найтро приземлился на верхнюю часть двери. Пока Найтро висел на двери, Харди вышел через открытую дверь, таким образом победив в бою и сохранив чемпионский титул.
Третьим событием вечера стал командный матч «Суматоха» за право провести бой за титул командных чемпионов мира. Согласно правилам, матч начинают две команды, когда одна из них оказывается побеждённой, её место занимает следующая и так далее, пока не останется одна команда. Первыми на ринг вышли «Величайшая команда мира» (Шелтон Бенджамин и Чарли Хаас) и «Горцы» (Робби и Рори Макалистер). Уже на пятой минуте матча Бенджамин сумел удержать на лопатках Робби и выбить «Горцев» из дальнейшего участия. Далее «Величайшая команда мира» оказалась сильнее Джима Даггана и Супер Крейзи, а потом потерпела поражение от Ленса Кейда и Тревора Мёрдока. Однако окончательную победу и право на матч за титул командных чемпионов мира завоевала команда Cryme Tyme (Шад Гаспард и JTG), которой удалось провести удержание Кейда.
После матча была показана закулисная беседа Джонатана Коачмена и Винса Макмэна, которые обсуждали личную вражду между Дональдом Трампом и Рози О’Доннелл. После чего Макмэн объявил, что на ближайшем шоу Raw состоится поединок между Трампом и О’Доннелл. Следующим же поединком стал матч между Кеном Дикстрой и Риком Флэром. Поединок запомнился запрещённым приёмом Дикстры, который, пока судья отвлёкся, ударил Флэра в пах, после чего успешно провёл удержание.
Пятым матчем вечера стал поединок между Микки Джеймс и Викторией. Во время матча Мелина, которая сопровождала Викторию во время выхода на ринг, попыталась помочь своей подруге, однако была остановлена Кэндис Мишель и Марией. Джеймс же удалось провести свой коронный приём Mickie DDT и удержать свою соперницу на лопатках.
После этого был проведён бой за титул командных чемпионов мира между действующими чемпионами — командой Rated-RKO — и претендентами D-Generation X (DX). Во время матча Triple H травмировал Рэнди Ортону правую ногу, проведя приём spinebuster. Сам же матч закончился после того, как Шон Майклз ударил рефери, а затем стал бить своих соперников стулом. После того, как DX были дисквалифицированы, Triple H и Майклз продолжили избивать Rated-RKO: Triple H провёл приём Pedigree против Эджа на комментаторском столе, а Майклз ударил локтем с прыжка Рэнди Ортона, лежавшего на столе испаноязычных комментаторов.
Последним предварительным событием вечера стал поединок между Карлито и Крисом Мастерсом. Развязка матча произошла, когда Карлито вырвался из болевого захвата Мастерса, однако Крис упал на своего оппонента и успешно провёл удержание.

### Главное событие
Основным событием шоу стал поединок чемпиона WWE Джона Сины против Умаги. Во время матча Сина несколько раз пытался провести свой коронный приём FU, однако каждый раз его сопернику удавалось вырваться. Джон также несколько раз ударил Умагу головой о стальные ступеньки, ведущие к рингу, а после провёл приём Five Knuckle Shuffle. После очередного неудачного болевого захвата Сины Умага на некоторое время перехватил контроль над поединком, однако в итоге Сине удалось ударить ногой своего соперника в лицо и удержать того на лопатках. Таким образом, Сина прервал беспроигрышную серию побед Умаги и сохранил титул чемпиона WWE.

## После шоу
Джон Сина и Умага продолжили выяснять отношения и после шоу: следующим вечером на Raw Умага напал на Сину после его матча с Великим Кали, а ещё через две недели вмешался в его поединок с Джонатаном Коачменом. Из-за этих нападений Джон получил травму селезёнки. Развязка их противостояния произошла на «Королевской битве», где рестлеры провели поединок по правилам «До последнего на ногах», в котором победа и чемпионский титул достались Сине.
После шоу было объявлено, что Triple H во время матча на New Year’s Revolution порвал сухожилия четырёхглавой мышцы и не сможет выступать в ближайшие семь месяцев. Однако Шон Майклз продолжил борьбу с Rated-RKO, объединившись в команду с Синой, и впоследствии они вместе завоевали титул командных чемпионов мира. Вскоре после этого группировка Rated-RKO распалась из-за внутренних разногласий и Эдж, Ортон и Майклз приняли участие в матче «Тройная угроза» за право побороться за титул чемпиона WWE на «Рестлмании 23».
Джефф Харди и Джонни Найтро также продолжили борьбу уже в составе группировок Братья Харди и MNM соответственно. На «Королевской битве» прошёл матч-реванш, в котором победу одержали Харди. Вскоре после этого Джоуи Меркюри (член команды MNM) покинул WWE, а братья Харди стали уделять больше внимания своим сольным выступлениям.
За победу на New Year’s Revolution над Риком Флэром Кенни Дикстра получил право побороться с Харди за титул интерконтинентального чемпиона. Однако во время титульного поединка в него вмешался Флэр, что позволило Харди удержать чемпионство. На следующем шоу Raw Флэр уже в одиночном поединке одержал победу над своим соперником, чем и завершилось их противостояние. Соперничества Карлито и Криса Мастерса, а также Микки Джеймс и Виктории тоже закончились после матчей-реваншей, в которых победу одержали Карлито и Джеймс соответственно. Матч между Дональдом Трампом и Рози О’Доннелл на самом деле стал поединком-пародией, в котором рестлеры из подготовительных отделений WWE изображали своих знаменитых прототипов. Таким образом стартовала сюжетная линия о вражде между Дональдом Трампом и Винсом Макмэном.

### Отзывы

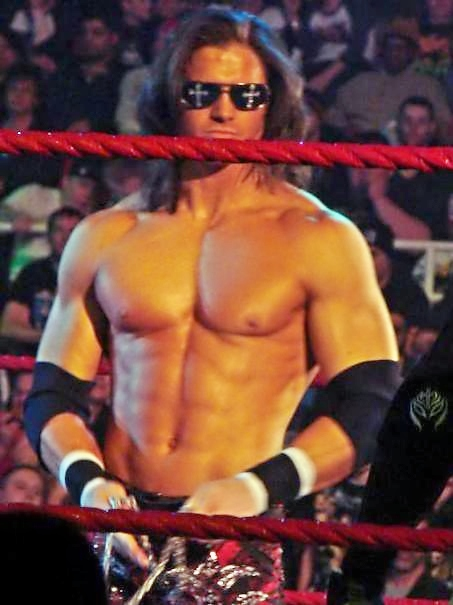
Выступление Джонни Найтро в матче в стальной клетке было положительно отмечено критиками

Максимальная вместительность «Кемпер-арены» составляет 18 344 человек, но на шоу рестлинга арена могла принять только 10 000 человек и все билеты были проданы. Через сервис pay-per-view показ шоу заказало около 220 000 человек, что на 74 000 меньше, чем у аналогичного шоу за год до этого. За три года шоу так и не смогло сформировать достаточную pay-per-view аудиторию и преуспеть на рынке продаж DVD (ни разу не попадало в десятку чарта Billboard), и New Year’s Revolution 2007 года стало последним мероприятием под таким названием. Canadian Online Explorer поставил как главному событию, так и шоу в целом шесть из десяти звёзд. Ни один из матчей не получил рейтинг больше 7,5 из 10. Самым низкорейтинговым боем стал поединок Микки Джеймс и Виктории, получивший всего 3 из 10. Сайт 411mania.com отметил высокими оценками три боя — поединок Джеффа Харди и Джонни Найтро, матч D-Generation X против Rated RKO и главное событие вечера, причём самую высокую оценку получил бой за интерконтинентальный пояс и обозреватель выразил надежду, что руководство WWE начнёт использовать Харди и Найтро в более рейтинговых матчах. Большинство же остальных матчей обозреватель назвал «бессмысленной чушью», которая тянула шоу вниз. Обозреватель PWTorch Уэйд Келлер также поставил высокие оценки матчам за интерконтинентальный и командный титулы, однако отметил, что в матче Rated RKO и DX хорошо смотрелись лишь первые 15 минут, а остаток матча был смазан травмой Triple H. Поединок Умаги и Сины Келлер назвал «немного односторонним», так как почти весь бой инициативой владел Джон, однако итог схватки, развенчавший миф о непобедимости Умаги, должен, с точки зрения обозревателя, удовлетворить поклонников WWE. Согласно сайту wrestlenewz.com, шоу New Year’s Revolution вошло в историю падением Найтро промежностью на верхнюю часть двери стальной клетки и настоящей травмой Triple H. Также было отмечено отсутствие Кевина Федерлайна, чья сюжетная линия активно развивалась на шоу Raw.
6 февраля 2007 года был выпущен DVD с записью шоу. Кроме самого шоу, на диске записан матч Джона Сины и Кевина Федерлайна. 24 февраля этот DVD достиг одиннадцатого места в чарте Billboard в категории «Отдых и спорт». Всего диск продержался в чарте 6 недель подряд и вылетел из него 7 апреля.

## Результаты
| No.                        | Результат | Условия                                                                | Время |
| -------------------------- | --- | ---------------------------------------------------------------------- | ----- |
| Тёмный матч                | Владимир Козлов победил Юджина | Одиночный матч                                                         | 02:00 |
| 1                          | Джефф Харди (c) победил Джонни Найтро (с Мелиной) | Матч в стальной клетке за титул интерконтинентального чемпиона WWE     | 14:41 |
| 2                          | Cryme Tyme (Шад Гаспард и JTG) победили «Горцев» (Робби и Рори Макалистер), «Величайшую команду мира» (Шелтон Бенджамин и Чарли Хаас), Джима Даггана и Супер Крейзи, Ленса Кейда и Тревора Мёрдока | Командный бой за право провести матч за титул командных чемпионов мира | 18:14 |
| 3                          | Кенни Дикстра победил Рика Флэра | Одиночный матч                                                         | 09:59 |
| 4                          | Микки Джеймс (c) победила Викторию | Поединок за титул чемпиона WWE среди женщин                            | 06:49 |
| 5                          | Rated-RKO (Эдж и Рэнди Ортон) (c) провели матч с D-Generation X (Triple H и Шон Майклз) окончившийся в ничью                                                                                       | Командный матч за титул командных чемпионов мира                       | 23:20 |
| 6                          | Крис Мастерс победил Карлито (с Торри Уилсон) | Одиночный матч                                                         | 05:58 |
| 7                          | Джон Сина (c) победил Умагу (с Армандо Алехандро Эстрадой) | Матч за титул чемпиона WWE                                             | 17:16 |
| (c) – чемпион перед матчем | |                                                                        |       |

### Командный матч «Суматоха»
| № | Команда                                                   | № вылета   | Кем побеждены             |
| - | --------------------------------------------------------- | ---------- | ------------------------- |
| 1 | «Горцы» (Роби и Рори Макалистер)                          | 1          | «Величайшая команда мира» |
| 2 | «Величайшая команда мира» (Шелтон Бенджамин и Чарли Хаас) | 3          | Ленс Кейд и Тревор Мёрдок |
| 3 | Джим Дагган и Супер Крейзи                                | 2          | «Величайшая команда мира» |
| 4 | Ленс Кейд и Тревор Мрдок                                  | 4          | Cryme Tyme                |
| 5 | Cryme Tyme (Шад Гаспард и JTG)                            | Победители | N/A                       |